# Ikast
Ikast est une ville du Jutland central au Danemark.
Sa population était de 15 462 habitants en 2017.